# Kunerad
Kunerad (en hongrois : Kenyered) est une commune de la région de Žilina, en Slovaquie.

## Histoire
La première mention écrite du village date de 1490.

## Démographie

### Évolution de la population
| Année:               | 1994. | 2004.   | 2014.   | 2024.    |
| -------------------- | ----- | ------- | ------- | -------- |
| Nombre de personnes: | 882   | 931     | 1010    | 1144     |
| Différence:          |       | +5,55 % | +8,48 % | +13,26 % |

| Année:               | 2023. | 2024.   |
| -------------------- | ----- | ------- |
| Nombre de personnes: | 1105  | 1144    |
| Différence:          |       | +3,52 % |